# Kemsky (huyện)
Huyện Kemsky (tiếng Nga: ? райо́н) là một huyện hành chính tự quản (raion), của Cộng hòa Karelia, Nga. Huyện có diện tích 7965 kilômét vuông, dân số thời điểm ngày 1 tháng 1 năm 2000 là 6100 người. Trung tâm của huyện đóng ở Kem.